# Histoire des Juifs en Corse
L'histoire des Juifs en Corse commencerait en l'an 800, avec les premières traces supposées de présence juive. Au cours des siècles, les Juifs seraient venus d'Égypte, de plusieurs villes d'Italie et de Judea au début du XXe siècle.
Cette histoire est souvent parsemée de mythes, notamment sur une supposée origine juive répandue dans la population corse et de certains noms de familles en Corse, théorie qui a été réfutée par les recherches génétiques et que cette histoire est purement légendaire, apparue dans les années 1980 et sans fondements historiques. De plus, comme parmi d’autres populations européennes, les Corses ont eu leur part de philosémites, mais aussi une part d’antisémites virulents depuis le XIXe siècle.

## Antiquité
Après la chute de Jérusalem défaite par les Romains, en 70 après J.-C., l'historien romain Suétone indique que l'empereur Tibère a déporté des milliers de Juifs « dans des provinces malsaines », la Corse n'étant cependant pas expressément citée et la Sardaigne plus souvent évoquée (voir Ethnie nuragique).

## Mythe sur une hypothétique origine juive des Corses
Au XVIe siècle, des Juifs marranes émigrent en Corse. Selon des sites israéliens francophones, certains portent des noms devenus aujourd'hui célèbres : Zuccarelli, Giacobbi ou Siméoni. Toutefois, ces noms n'ont en réalité aucun lien avec les Juifs, il s'agit plutôt de patronymes et de noms en lien avec le christianisme, aux saints chrétiens ainsi que d'une italianisation des noms ou une attribution de noms de famille. En effet, les Corses ne portaient pas de noms de famille avant le XVIe siècle hormis la noblesse corse.

### Ashkénazes de Padoue

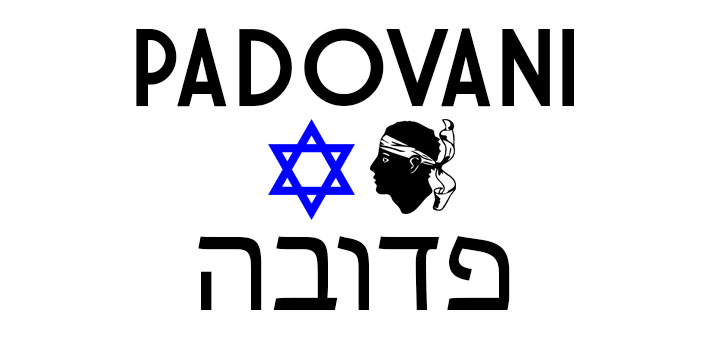
Nom de famille Padovani

Entre l'an 1590 et l'an 1684, les Juifs ashkénazes de Padoue sont obligés de vivre dans un ghetto édifié en 1516. Cette période est marquée par de multiples violences contre la communauté juive et une grande partie d'entre elle aurait décidé après ces désastreux évènements d'émigrer en Corse.
Un mythe persistant veut que les habitants les nommèrent Padovani, ce qui signifie : venus de Padoue. En réalité, le nom de famille « Padovani », très répandu de nos jours en Corse, est une référence au saint éponyme, Antoine de Padoue.

### Génétique et patronymie
Si des présences juives en Corse sont attestées, la génétique de la population globale corse ne démontre pas qu'il y ait des origines juives. En effet, une étude génétique réalisée en 2019, établit que la population corse n'est pas d'origine juive, tout comme la provenance de certains noms de famille qui sont en fait simplement tirés des noms bibliques, ces patronymes sont également portés par beaucoup d'Italiens qui n'ont pourtant aucune origine juive.
La génétique de la population montre que s'il existe des origines sémitiques dans la population corse issues de populations arabisées du Levant et d'Afrique du Nord et datant de l'époque de l'expansion de l'islam et des tentatives d'invasion par les Arabes au VIIe siècle, il n'existe pas de trace de mélange au-delà de cette période. Les Corses, population insulaire, avaient donc, comme d'autres  populations insulaires, plutôt tendance à être ethniquement endogames pendant de longues périodes.
Les noms de famille corses sont issus d'une italianisation,, alors que les noms de famille n'existaient pas avant le XVIIe siècle en Corse à l'exception de la noblesse portant des noms issus des zones d'où viennent leurs familles. Notamment à l'étranger, les condotieri corses étaient appelés individuellement Corso pour les reconnaître.

### Venue supposée des Ashkénazes de l'Italie du Nord
La Persécution des Juifs s'est poursuivie dans le nord de l'Italie et l'immigration juive la plus connue s'est développée entre les années 1750 et 1769, lorsqu'à la fin de la domination génoise qui a duré quatre cents ans, un nombre de 5 000 à 10 000 juifs selon la légende arrivés en Corse, principalement de Milan, Turin et Gênes, ainsi que de Padoue. Pasquale Paoli écrit le 26 juin 1760 au fils de Domenicu Rivarola, consul du Piémont à Livourne : « si les juifs voulaient s’établir parmi nous, nous leur accorderions la naturalisation et les privilèges pour se gouverner avec leurs propres lois, parlez–en à quelque rabbin accrédité ». « Paoli (passe) un accord semblable avec des entrepreneurs français au moment de la guerre de Sept ans (1756-1763), pour l’exploitation des forêts ». En 1763, Paoli se serait proposé d’installer toute une colonie juive dans l’île, aurait accédé à la requête d'un Juif nommé Modigliani installé parmi les premiers habitants de la cité d’Ile Rousse, de bénéficier du même droit de vote que les habitants nationaux selon la promesse du général. Il aurait déclaré : « Les Juifs ont les mêmes droits que les Corses puisqu’ils partagent le même sort ». La Première République française aurait ainsi accueilli les Juifs arrivés en Corse en leur reconnaissant les mêmes droits que les autres citoyens, pouvant pratiquer librement leur religion (ce qui n'était pas le cas à l'époque dans de nombreux pays).

### Réfutation du mythe
Toutefois, le fait que Pascal Paoli aurait voulu installer une colonie juive est plus que discutable. Cette idée colportée dans l'île – y compris dans la presse – d'une immigration massive de Juifs (5 à 10 000) ne serait pas passée inaperçue dans une population de 130 000 habitants. L'appel de Pascal Paoli aux Juifs aurait été une forme de « colonisation de peuplement », tout à fait au rebours des positions nationalistes dont certains voudraient multiplier les obstacles à l'entrée dans l'île de toutes personnes qui n'en sont pas originaires, ce qui inclut au fil du temps les Génois, les royalistes français durant la Conquête française de la Corse (1762-1769), les britanniques qui se sont attisé l’hostilité d'une partie des Corses (dont d'anciens paolistes) durant la période du Royaume anglo-corse (1794-1796) et les Italiens et les Allemands durant la Seconde Guerre mondiale (1939-1944) puis les non-Corses en général (depuis les années 1960). Or, une forte migration de 5-10 000 juifs Ashkénazes ne serait pas passée inaperçue et, comme ce fût le cas pour les grecs de Cargèse (qui ont subit une hostilité car ils n'étaient pas Corses et parce qu'ils ont été installés par la puissance occupante génoise, les grecs étaient recensés au nombre de 812), cela aurait attisé une hostilité sur une île peuplée à cette époque de 130 000 habitants, pratiquement tous ethniquement Corses ou greco-corses.
Les derniers recensements de 1881 qui autorisaient la mention de la religion ne donnaient que 4 juifs dans l'île, selon l'Atlas France illustrée. La légende des juifs daterait selon l’historien Antoine-Marie Graziani, « à une trentaine d’années tout au plus » (propos tenus en 2017).

## Immigration de Palestine, de Syrie et d'Afrique du nord

### Première Guerre mondiale
Pendant la Première Guerre mondiale, des familles juives originaires du Maroc et d'Algérie mais vivant à Alep (actuelle Syrie) et à Tibériade (aujourd'hui située en Israël), sont chassées par les ravages de la campagne du Sinaï et de la Palestine que mènent les armées de l'Empire ottoman et de l'Empire allemand. Elles parviennent à faire valoir leur nationalité française grâce aux décret Crémieux et au traité de Fez. De fait, elles sont expulsées de l'empire Ottoman à l'été 1915. Embarquées depuis Beyrouth et Jaffa, les familles sont d'abord reçues en Crète d'où elles sont finalement refoulées. Prises en charge par la marine française, elles sont débarquées au port d'Ajaccio le 14 décembre 1915.
À l'arrivée des Juifs dont 200 enfants, la solidarité corse s'organise. L'épouse du préfet Albert Marie Georges Henry aide les miséreux. « Un grand élan populaire vient au secours de ces 740 démunis, des « Syriens » qui ne parlent que l’arabe et l’hébreu ». Des bulletin de paie d'instituteurs montrent qu'ils ont versé une partie de celle-ci pour payer le tissu permettant de confectionner des habits européens pour les « Syriens ». Les réfugiés sont installés dans l'ancien séminaire d'Ajaccio. Chaque famille y dispose d'une chambre. Un temple avec un mikvé sont installés.
«Sur les instances du préfet, et avec le concours de Baruch Israël, le chef de l’unique famille juive d’Ajaccio, l’organisation communautaire s’ébauche. Début janvier 1916, un Comité israélite franco-syrien, présidé par Moïse Abbo se constitue au sein des réfugiés, chargé de les représenter auprès des autorités. Jacob Aknine, rabbin de Tibériade, est désigné comme « Grand Rabbin des réfugiés Israélites de Palestine », à charge pour lui de s’occuper des besoins religieux et de trancher les différends»
Rapidement des tensions entre les juifs d'origine algérienne et ceux d'origine marocaine se font jour. Il est donc décidé de transférer ces derniers à Bastia. Ces 180 "Syrianos", qui sont en réalité des Marocains, y retrouvent la vingtaine de familles de "Turchinos" venus de Constantinople et établis vers 1895 autour du port de Bastia. La vie communautaire se structure rapidement. Une synagogue plus vaste que le temple officieux qu'avaient créé les Turcs est installé dans le quartier des docks. Salomon ben Samoun, est nommé « grand-rabbin » et un rouleau de Sefer Torah est offert par la communauté voisine de Livourne. Les juifs s'intègrent rapidement et reçoivent de nombreuses marques de sympathie et de solidarité de la part des Corses et des autorités bastiaises, dont le rabbin les remercie en écrivant à Bastia-Journal
À la suite de la Déclation Balfour, il est question pour les juifs réfugiés en Corse de retourner vers la Palestine. Leur départ est retardé par les tensions qui apparaissent dans la région. «Ce n’est que le 4 août 1920, alors qu’une administration civile vient d’être mise en place par les Britanniques à Jérusalem, que les réfugiés, volontaires pour retourner chez eux, sont rassemblés dans le port d’Ajaccio et embarquent via Beyrouth pour la Palestine ».
Quelques familles décident cependant de rester en Corse. D'autres ayant retrouvé la misère en Palestine y reviennent durant la décennie 20. "D’autres arrivent au début des années trente du Maroc, de Turquie et d’Égypte, chassés cette fois par la crise économique. Un petit nombre d’entre eux s’éparpille dans l’intérieur de l’île et jusqu’à Ajaccio, mais la plupart s’établissent à Bastia où ils prennent les rênes de la communauté". Le Rabbin Meir Toledano, dont le jeune frère faisait partie des réfugiés, rejoint Bastia en 1924 avec sa femme et ses enfants. C'est sous son impulsion qu'est créée la synagogue Beith Meir rue du Castagno à Bastia dans une ruelle à proximité du vieux-port. Il y officiera jusqu'en 1970.

### Dans l'entre-deux-guerres

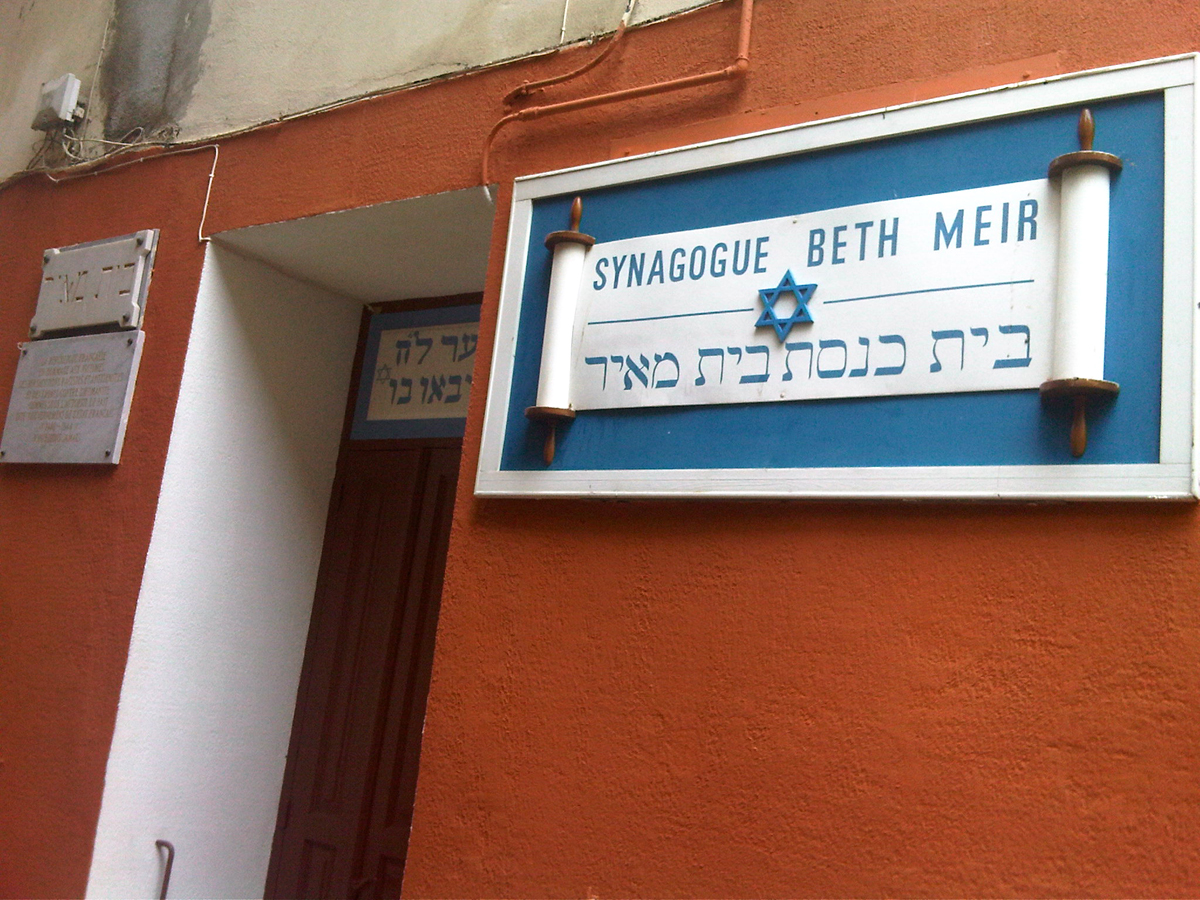
Synagogue Beth Meier à Bastia, fondée en 1934.

Les esprits commencent à être « travaillés dans l’île, durant l’entre-deux guerres, par la presse d’extrême droite et la presse irrédentiste comme «A Muvra». À la fin des années trente, ce journal justifie les agressions auxquelles nazis et fascistes se livrent contre les peuples en avançant que les dictateurs fascistes luttent « contre la grande offensive hébraïque ourdie à Moscou et à Londres ». « Si les Juifs et les francs-maçons veulent la ruine de Hitler et de Mussolini qu’ils y aillent eux-mêmes », peut-on lire dans ce journal à la veille de la guerre ».
Les Juifs de Corse dressent en 1934 la synagogue Beth Meir de Bastia.

### Seconde Guerre mondiale
Durant la Seconde guerre mondiale, la Corse est occupée par l'Italie pendant dix mois.
Ces familles Ebrei ou Ghjudei (les deux mots signifient « Juifs » en langue corse.) au nombre de 210, soit 600 à 800 juifs de Corse et quelques dizaines d'autres venant du continent, sont en quelque sorte « protégées » par des particuliers corses, mais aussi par des Italiens (les autorités d'occupation italiennes le faisaient également à Nice ou dans les zones des Balkans occupés). À Asco, 57 d'entre elles sont assignées à résidence par les Italiens, et sauvées de la déportation dans les camps d’extermination nazis pendant le deuxième conflit mondial, n'étant pas livrées aux Allemands,. In fine, on ne déplorera qu'un seul juif de Corse, d'origine tchèque, déporté accidentellement et assassiné dans un camp de l'est.
Le régime de Vichy reproche au préfet Paul Balley (qui sera décoré de la Francisque puis révoqué sans pension) et de son administration de ne pas être assez diligent pour recenser les Juifs de l’île, qu'en réalité il protège (en indiquant à sa hiérarchie qu'il n'y a pas de Juif en Corse de la catégorie réclamée). Des sous-préfets semblent également traîner les pieds ; celui de Bastia, Pierre-Henry Rix, gaulliste, F.F.L., s'entretient à Marseille en mars 1942 avec Bedi Arbel, consul général de Turquie (neutre dans le conflit), pour faire déclarer sujets turcs tous les juifs de son arrondissement, auxquels sont délivrés des passeports, afin de n'en recenser aucun, ; le sous-préfet Pierre Joseph Jean-Jacques Ravail à Sartène (qui sera renvoyé sans ménagement sur le continent en mars 1943,) protège également les anti-fascistes et les Juifs, en travaillant avec le réseau mis en place par les partisans de Paul Giacobbi,. « Dans la seule région de Marseille, le chiffre de 20 000 passeports est avancé. Le consul Beli Arbel disposait également de laissez-passer turcs pour traiter les cas les plus urgents ».
Lors de la grande rafle des Juifs apatrides d'août 1942, aucun Juif de Corse n'a été envoyé sur le continent pour subir un sort fatal.
L'historien Iannis Roder, responsable de la formation à la Fondation pour la mémoire de la Shoah, rappelle toutefois qu'à cette époque, des Corses manifestent leur hostilité aux Juifs en distribuant des tracts antisémites et en maculant les vitrines de commerce leur appartenant. La presse pétainiste et judéophobe corse comme le Bastia journal du 21 juin 1941 fustige « les fauteurs de discorde, Juifs échappés des ghettos, francs-maçons chassés de leurs termitières, communistes impénitents, apatrides saboteurs ». La presse catholique à travers le Bulletin diocésain d’août 1941 justifie la persécution que les Juifs subissent «…parce qu’ils commençaient à trop s’identifier avec les peuples au milieu desquels ils vivaient et qu’ils étaient en train de perdre leur originalité ; alors Dieu a permis qu’ils fussent ramenés durement à leur destinée ». Juste après la rafle du vél d’Hiv, l'année suivante, cette même publication diocésaine du 24 août 1942 récidive en justifiant les persécutions du peuple juif qui n’aurait pas reconnu Jésus comme le Messie.
La Corse reste le seul département français où il n'y a eu aucune dénonciation, et seule une déportation, Ignace Schreter, le 9 septembre 1942, à l'initiative du secrétaire général de la préfecture d’Ajaccio, profitant de l’absence du préfet Paul Balley.
L'occupation des forces italiennes, peu engagées à la persécution des juifs en Corse, la précoce Libération de la Corse par l'Armée française de la Libération, ainsi que les positions protectrices car peu collaborationnistes, des préfets Pierre-Henri Rix et Paul Balley demeurent les raisons principales de cette situation cependant remarquable au regard de ce qui se déroule alors dans le reste de la France ,.

## Antisémitisme parmi les Corses

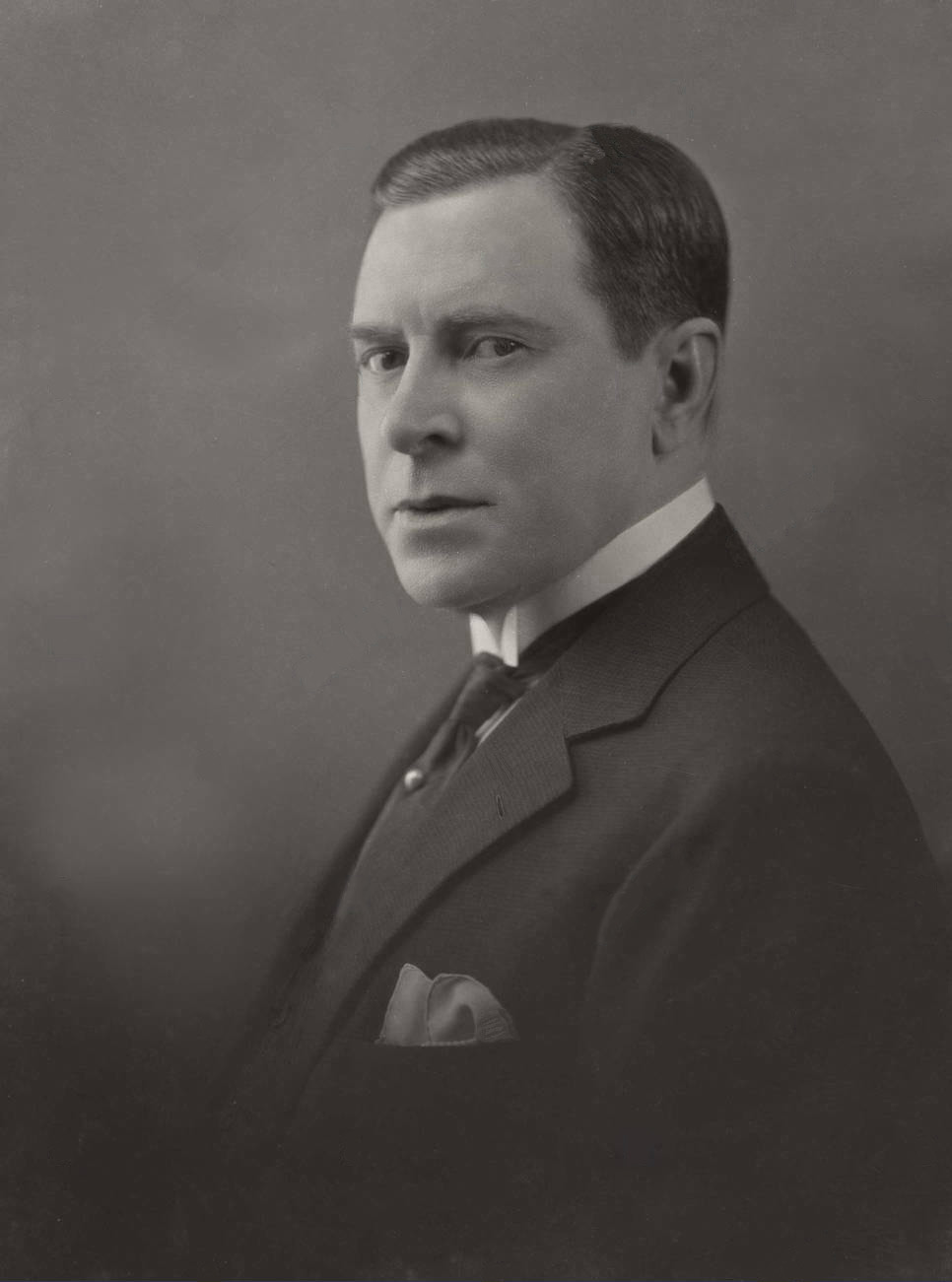
François Coty, de son nom de naissance Joseph Marie François Spoturno (1874-1934), parfumeur et industriel corse, ancien maire d’Ajaccio et sénateur de Corse, connu pour son entreprise de produits de beauté Coty, mais aussi pour avoir financé des organisations d'extrême droite antisémites durant l’entre-deux-guerres.

Si l’antisémitisme en Corse est inexistant avant le XIXe siècle, en raison d'une population juive quasi-inexistante en Corse à ce moment, l’antisémitisme est toutefois  propagé au sein de la diaspora corse, au contact des extrémistes de droite du continent. Il se propage toutefois en Corse à partir des années 1930, au sein des milieux ethno-nationalistes corses qui considèrent les juifs comme des étrangers. L’exemple typique de ces antisémites corses sont les muvristes (courant nationalistes corse conservateur et ethnique nommé d’après la revue A Muvra), l’un des premiers courants identitaires corses du XXe siècle.

Durant les années 1930, la revue nationaliste corse pro-italienne A Muvra (aux relents xénophobe, antisémite et anti-laïc) véhicula  des messages antisémites dans ses écrits. On trouve dans le numéro d’A Muvra d’octobre 1938 le mythe du complot judéo-maçonnique au moment où Hitler annexa les Sudètes: 

« E mamme corse chi hanu vistu sacrificà, da u 14 a u 18, 20,000 giovani, a so’ ricca prole, fiore di a nostra razza, per quella formula buggiarda di u Drittu e di a Civilizzazione, invenzione giudeo-massonica, dumandemu s’elle volenu vede assassinà i so’ figlioli – tutti i so’ figlioli ! – per permette a 7 milioni di Cechi d’opprime e di calpestà 5 milioni di Tedeschi, di Polacchi e d’Ungheresi. »

« Aux mamans corses qui ont vu sacrifier, de 14 à 18, 20 000 jeunes, fleur de notre race, par cette formule mensongère du Droit et de la Civilisation, invention judéomaçonnique, nous demandons si elles veulent voir assassiner leurs fils — tous leurs fils ! – pour permettre à 7 millions de Tchèques d’opprimer et de piétiner 5 millions d’Allemands, de Polonais et de Hongrois. »

Dans une autre frasque antisémite, il est écrit dans cette même revue :

« Nous sommes loin de la pompeuse phraséologie de 1848 et de la triade « Liberté, Egalité, Fraternité » ; qui se rappelle encore les belles promesses que nous faisaient les démo-libéraux, les Francs-maçons et les hébreux, en vertu des principes de 1789, au nom d’une révolution et d’un idéal qui ne seront jamais les nôtres. »

Si, durant la Seconde guerre mondiale, la plupart des Corses de Corse ont, avec les Italiens, refusés de livrer les Juifs aux nazis, ce n'était pas le cas de la diaspora corse dont un nombre non négligeable étaient sensibles aux thèses d'extrême droite antisémite. Il y a également eu une collaboration active avec les nazis parmi les milieux mafieux Corses établis en France continentale.
Un grand nombre de Corses à Marseille, anciennement sympathisants de gauche pour la plupart, avaient des idées antisémites et d'extrême droite durant les années 1930. Plusieurs figures de la collaboration avaient des origines Corses (les politiciens Simon Sabiani, Pierre Clementi, le chef de la Cagoule, Eugène Deloncle était à moitié corse par sa mère, un autre exemple est le mafieux Paul Carbone.)
Une autre partie des antisémites de Corse étaient membres du Parti populaire français de Jacques Doriot[réf. nécessaire].
Lucien Alfonsi qui deviendra une des figures de l’Action régionaliste corse dans les années 1970, fut durant la Seconde Guerre mondiale, un propagandiste collaborateur et un membre de la Milice française. Alfonsi avait rallié le Maréchal Pétain à Sigmaringen.
Les historiens Jean-Marie Arrighi et Olivier Jehasse dans leur Histoire de la Corse et des Corses (Perrin, 2008), « c'est la présence italienne qui sauve les Juifs de Corse » notent que c'est pour cela que des Juifs se réfugient  en Corse, mais surtout à Nice.
En Corse, comme ailleurs, les journaux autorisés ont parfois publié des articles antisémites. Ainsi Bastia-Journal et La Dépêche corse ont colporté la rumeur d'une arrivée massive de Juifs qui, sous couvert de tourisme, viendraient manger la nourriture des Corses. Les émissions en langue corse d'une radio italienne émettant de Turin faisaient écho à cette rumeur, sur la foi de lettres adressées par « nos amis corses », qui se demandaient « avec amertume ce que viennent faire ces rats hébraïques dans la patrie de Pascal Paoli » (!), ajoutant : « est-ce uniquement pour manger nos jambons (!) ou pour faire de notre île une véritable colonie juive ? » (citation reprise dans le livre d’Hélène Chaubin, La Corse à l'épreuve de la guerre, p. 90).
Au niveau national, dans son journal L'Appel, le militaire corse Pierre Costantini a appelé à l’extermination des juifs.

## Reconnaissance
En  octobre 2010, l’association juive Hommage aux villages de France, regroupant des enfants et des familles de Juifs ayant été sauvés pendant la Seconde guerre mondiale, a rendu hommage au village de Canari en Cap Corse, pour en avoir sauvé,.
Devant l'Assemblée territoriale de Corse, l'historien Serge Klarsfeld exprime le désir que la Corse soit considérée comme « île des Justes », en souhaitant pour elle le titre de « Juste parmi les nations » auprès de Yad Vashem,. D'aucuns estiment néanmoins qu'il s'agirait d'un hommage « exagéré », à n'attribuer qu'à titre individuel,,.
En 2017, le mouvement B'naï Brit remet deux menorah d'or aux deux présidents des conseils départementaux corses, en reconnaissance de l'action protectrice en faveur des Juifs durant la Seconde Guerre mondiale,.

## Période contemporaine

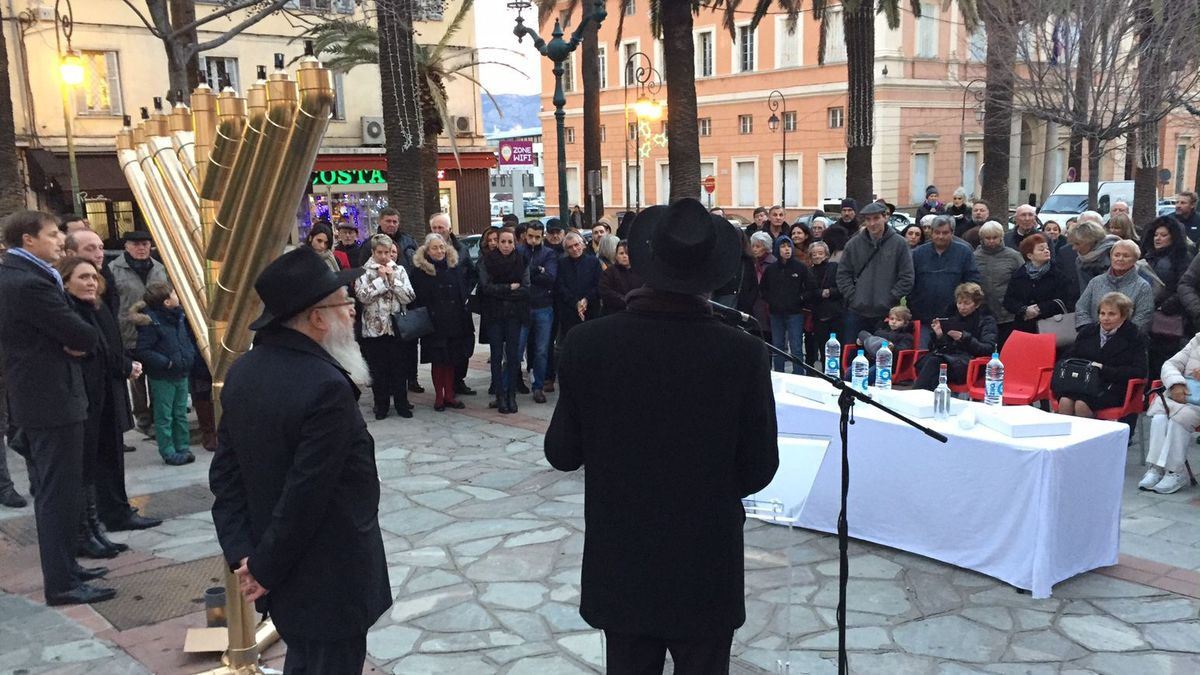
La communauté juive d'Ajaccio célèbre Hanouka

### Institutions
En 2017, le rabbin Levi Pinson s'installe à Ajaccio et forme la communauté juive dans la cité impériale. En 2020, il délègue à Zalman Teboul et à son épouse le soin de diffuser le judaïsme à Bastia et en haute Corse.
Aujourd'hui, trois centres communautaires juifs « Beth Habad » font vivre le judaïsme insulaire.
Sur la route des Sanguinaires à Ajaccio avec le rabbin Pinson, sur le boulevard Giraud à Bastia avec le rabbin Teboul et dans le centre ville de Porto Vecchio avec le rabbin Sebbag, pour une communauté estimée à 500 personnes,.
La  synagogue de Bastia Beth Meir continue quant à elle de rallier la communauté « historique » de l'île, attachée à son intégration dans la vie locale et aux valeurs de la République. Rattachée au consistoire israélite de France et gérée par l'association cultuelle et culturelle Israélite de Corse.

### Velléités
Face au dépassement du millier d'actes antisémitismes recensés sur le continent, à la suite des attaques terroristes du Hamas sur Israël, le 7 octobre 2023, et la guerre qui s'ensuit, de nombreux Juifs émettent le vœu de s'installer sur l'île de Beauté pour s'y sentir en sécurité,,. Dans ce même temps, un groupe composé de 80 personnalités corses appellent la France à s’inspirer de l’histoire de la Corse « qui s’est toujours illustrée par sa défense des Juifs » et de conclure : 
« Amis Juifs, nous sommes avec vous. Résistons ensemble. Resistemu inseme ! »
Toutefois, en janvier 2024, des tags antisémites commencent à apparaître en Corse dont l'un est « Juifs Fora FLNC IFF » (IFF : I Francesi Fora signifiant les français dehors) visant les continentaux et les juifs. Rien ne prouve toutefois qu'il s'agit bien d'un tag du FLNC.
Le même mois, le groupe nationaliste clandestin FLNC dans l’une des trois pages du communiqué est par ailleurs consacrée au soutien qu’il  apporte au peuple palestinien « martyrisé, nié, exterminé par l’occupant israélien » notant toutefois que « parce que notre combat est politique, nous nous référons exclusivement au droit international, loin des préoccupations religieuses qui hystérisent les luttes [...] » et « parce que nous sommes le F.L.N.C., nous serons toujours solidaires de tous les peuples de par le monde dans leur droit légitime à l’autodétermination et à l’indépendance sur leur terre. »
On note toutefois une baisse de soutien à l’État d’Israël et la reconnaissance de l'état palestinien par l’Assemblée territoriale de Corse en Juin 2025. La résolution affirme : « la nécessité urgente de mettre en œuvre une solution politique fondée sur la coexistence de deux États souverains, respectueux des droits et intérêts politiques, collectifs et confessionnels d’Israël et de la Palestine ».

## Personnalités notables juives ou d’origines juives de Corse
- Jenifer Bartoli (1982), chanteuse française, née  d'un père juif sépharade et d'une mère corse catholique.
- Gilles Simeoni (1967), Président du conseil exécutif de Corse, fils d’Edmond Simeoni, catholique, et de Lucie Billaudelle, de confession juive.
- Tania Raymonde (1988), actrice franco-américaine connue pour son rôle de Cynthia Sanders dans la série télévisée Malcolm, d’origine ashkénaze par son père et corse par sa mère.
- David Antonelli né Nicolas Antonelli (1981), président de l’association Corse-Israël, converti au judaïsme.

## Filmographie
Le secret de Zia Maria, un film écrit et réalisé par Isabelle Balducchi en 2012 , parle du secret de la grand-mère de la réalisatrice, qui a caché un membre de la communauté juive de Bastia pendant la Seconde Guerre mondiale.
André Campana réalise en 2013 un épisode de La Case du siècleau sujet du sort des Juifs de Corse pendant l’Occupation de l’île par les Forces de l’Axe au cours la Seconde guerre mondiale.